# Sellmecke
Sellmecke ist ein Bach und ein Ortsteil der Stadt Schmallenberg in Nordrhein-Westfalen.

## Geografie
Der etwa 3 km lange Bach Sellmecke entspringt etwa 1 km östlich von Oberhenneborn und fließt in nordwestliche Richtung nach Kirchrarbach. Dort mündet er von links in den Rarbach.
Die im Sellmecketal stehenden fünf Häuser bilden den Schmallenberger Ortsteil Sellmecke. Der Ortsteil liegt etwa 1 km südlich von Kirchrarbach und 1 km nordöstlich von Oberhenneborn und erstreckt sich auf einer Länge von 0,9 km entlang einer Straße von Oberhenneborn nach Kirchrarbach.

## Geschichte
Das Sellmecketal wurde etwa ab 1850 besiedelt. Am 1. Januar 1975 wurde Sellmecke mit der Gemeinde Rarbach, zu der der Ort bis dahin gehörte, in die Stadt Schmallenberg eingegliedert.